# 日本色彩学会
一般社団法人日本色彩学会（にほんしきさいがっかい、英: The Color Science Association of Japan：略称CSAJ）とは、色彩学に関する学会（一般社団法人）である。色彩学の研究などを促進し、日本の学術発展に寄与することを目指している。
1948年に日本色彩科学協会（にほんしきさいかがくきょうかい）として設立され、1970年に日本色彩学会に改称した。
日本色彩学会はまた、国際色彩学会（AIC）のメンバーであり、日本を代表する唯一の団体である。AICには創設時からのメンバーとして参加している（創設時は日本色彩科学協会）。日本で開催されるAICの大会では、日本色彩科学協会が主催となる。1997年の第8回AIC大会、1979年と2015年の中間大会などを主催した。

## 事業[1]
1. 学会誌その他の刊行物の発行
2. 色彩に関する研究及び調査
3. 色彩に関する研究の奨励及び研究業績の表彰
4. 色彩に関する教育・普及
5. 色彩に関する標準・規格の作成
6. 関連学術団体との連絡及び協力
7. 国際的な研究協力の推進
8. その他目的を達成するために必要な事業

## 全国大会・研究会大会[2]
- 毎年度、全国大会と研究会大会を1 回ずつ開催。
- 全国大会では、研究発表・作品発表、特別講演、チュートリアル講演、シンポジウム、講習会、見学会、企業展示会、交流会などを実施する。
- 研究会大会では、各研究会が企画するテーマ別の研究発表・作品発表（organized session等）、講演、シンポジウム、講習会、見学会などを実施する。

## 沿革
1942年、第二次世界大戦中であったが、山内二郎の発案で「虹の会」として出発したのが始まりとされる
。全日本科学技術団体連合会という機構の下部組織であった。会名は色彩を表に出さないために山内が発案した隠語である。戦争末期には会合を持てなくなり、虹の会は終戦とともに解散した
。
1948年、戦後間もない頃、戦時中の虹の会のようなものを復活しようという話になり、「色彩科学協会」が発足した。初代会長は尾本義一であった。
1953年、雑誌「CHROMA」を発刊。福田保が編集兼発行人となった。No.1を出しただけで続かなかった。
1955年、8ページ程度の機関紙「色彩科学協会ニューズ」を発刊した。
1962年、第5代会長の東尭らが英文誌「Acta Chromatica」を発刊。
1966年、色彩科学協会の本部が東京大学工学部から東京医科大学に移転。
1970年、「日本色彩学会」と改称し、学会化された。
1971年、「色彩科学協会ニューズ」発刊終了。
1972年、「日本色彩学会誌」を創刊。
1976年、日本色彩学会の本部が日本色彩研究所に移転。
1979年、東京で開催された国際色彩学会の中間大会を主催。千鳥ヶ淵のほとりにあったフェヤーモントホテルで開催した。
1980年、「Acta Chromatica」を発行終了
。
1981年、米国で1975年に創刊された「Color research and application」の共同編集団体となる。「Acta Chromatica」の役割が「Color research and application」に統合された。
1997年、国際色彩学会の第8回AIC大会を主催した。京都市の国立京都国際会館で開催した。
1998年、「新編色彩科学ハンドブック 第2版」を大幅に改訂し発行。このハンドブックは1500ページにも及ぶもので、世界で唯一の内容を誇り、日本の色彩科学の高い水準を示している。
2015年、国際色彩学会の中間大会を御茶ノ水ソラシティカンファレンスセンターで開催した。
2015年（平成27年）4月1日に一般社団法人となる。
2022年、従来の「日本色彩学会誌」とは別に、学会誌「色彩学」と論文誌「日本色彩学会論文誌（Color Science Research）」を発刊。

## 支部
- 関東支部
- 東海支部
- 関西支部

## 研究会
- 画像色彩研究会
- カラーデザイン研究会
- 環境色彩研究会
- 視覚情報基礎研究会
- 色覚研究会
- 色彩教材研究会
- 測色研究会
- 白色度研究会
- パーソナルカラー研究会
- 美的感性研究会

## 日本色彩学会賞
日本色彩学会は、色彩界に残る顕著な功績のあった学会の正会員、名誉会員個人に対して日本色彩学会賞を贈っている。
- 1997年　第1回：東堯　名誉会員
- 1998年　第2回：納谷嘉信　名誉会員
- 1999年　第3回：大島正光　名誉会員
- 2000年　第4回：須賀長市　名誉会員
- 2001年　第5回：福田保　名誉会員
- 2002年　第6回：川上元郎　名誉会員
- 2003年　第7回：馬場護郎　名誉会員
- 2004年　第8回：金子隆芳　名誉会員
- 2005年　第9回：太田安雄　名誉会員
- 2006年　第10回：秋田宗平　名誉会員
- 2007年　第11回：神作博　名誉会員
- 2008年　第12回：近藤恒夫　名誉会員
- 2009年　第13回：大山正　名誉会員
- 2010年　第14回：該当者なし
- 2011年　第15回：小町谷朝生　名誉会員
- 2012年　第16回：池田光男　名誉会員
- 2013年　第17回：該当者なし
- 2014年　第18回：該当者なし
- 2015年　第19回：該当者なし
- 2016年　第20回：北畠耀　名誉会員
- 2017年　第21回：永田泰弘　名誉会員
- 2018年　第22回：苧阪直行　名誉会員
- 2019年　第23回：城一夫　名誉会員
- 2020年　第24回：辻埜孝之　正会員
- 2021年　第25回：矢口博久　名誉会員
- 2022年　第26回：久下靖征　名誉会員
- 2023年　第27回：大野治代　名誉会員
- 2024年　第28回：該当者なし
- 2025年　第29回：富永昌治　名誉会員

## 関連事項
- 国際色彩学会
- 色彩
- 学会の一覧